# Oberehe-Stroheich
Oberehe-Stroheich är en kommun i Landkreis Vulkaneifel i förbundslandet Rheinland-Pfalz i Tyskland. Kommunen bildades 1 november 1970 genom en sammanslagning av Oberehe och Stroheich.
Kommunen ingår i kommunalförbundet Verbandsgemeinde Gerolstein tillsammans med ytterligare 37 kommuner.